# دان بیکن
دان بیکن (انگلیسی: Don Bacon) سرتیپ بازنشستهٔ نیروی هوایی ایالات متحده آمریکااست. او در انتخابات سال ۲۰۱۶ به عنوان نمایندهٔ حوزه انتخابیه دوم نبراسکا در مجلس نمایندگان ایالات متحده آمریکا انتخاب شد.